# 1829 en philosophie
Chronologie de la philosophie
- 1825
- 1826
- 1827
- 1828
- 1829
- 1830
- 1831
- 1832
- 1833

L’année 1829 a été marquée, en philosophie, par les événements suivants :

## Publications
- Histoire de la philosophie au XVIIIe siècle, de Victor Cousin.

- Jean Domat :  Legum delectus ex libris digestorum et codicis ad usum scholae et fori, choix des lois les plus usuelles renfermées dans les recueils de Justinien (Digeste et codes) Légum delectus (édition Didot 1829.

## Conférences
- Conférences Esthétique ou philosophie de l'art, d'Hegel.

## Décès
- 18 décembre : Jean-Baptiste de Lamarck, naturaliste et philosophe français, né en 1744.